# Turnaj čtyř zemí 2025
Turnaj čtyř zemí 2025 byl mezinárodní hokejový turnaj, který se konal 13.–20. února 2025 v kanadském Montréalu v aréně Centre Bell a v americkém Bostonu v aréně TD Garden. Turnaj byl pořádán NHL a účastnili se ho pouze hráči hrající v NHL. Tento turnaj také pro rok 2025 nahradil každoroční NHL All-Star Game. V turnaji se spolu utkaly Kanada, Finsko, Švédsko a Spojené státy americké v jedné společné skupině ve formátu každý s každým. Dva nejlepší týmy ze skupiny potom postoupily do finále hraného na jeden zápas.

## Pozadí
| Místo | Změna | Tým       | Body |
| ----- | ----- | --------- | ---- |
| 1     | ▲ +1  | Kanada    | 4150 |
| 2     | ▼ -1  | Finsko    | 4080 |
| 3     | ▬     | Rusko     | 4050 |
| 4     | ▬     | USA       | 3940 |
| 5     | ▲ +4  | Německo   | 3835 |
| 6     | ▼ -1  | Švédsko   | 3800 |
| 7     | ▬     | Švýcarsko | 3775 |
| 8     | ▼ -2  | Česko     | 3735 |
| 9     | ▼ -1  | Slovensko | 3690 |
| 10    | ▲ 1   | Lotyšsko  | 3610 |

Turnaj čtyř zemí 2025 byl oznámen na tiskové konferenci během 2024 NHL All-Star Game dne 2. února 2024 komisionářem NHL Gary Bettmanem. Na tiskové konferenci byli přítomni také výkonný ředitel Asociace hráčů NHL (NHLPA) Marty Walsh, a také čtyři hráči NHL, každý z nich reprezentující jednu účastnickou zemi: Connor McDavid (Kanada), Auston Matthews (Spojené státy americké), Sebastian Aho (Finsko) a Elias Pettersson (Švédsko).
Na tiskové konferenci, Gary Bettman oznámil plány na účast hráčů NHL na ZOH 2026 a ZOH 2030, poté co se hráči NHL neúčastnili ZOH 2018 a 2022. Bettman také oznámil, že NHL bude pořádat Světový pohár v letech 2028 a 2032. Během oznámení turnaje se všechny čtyři účastnické země nacházely v nejlepší šestce hodnocení IIHF. Německo, které bylo na pátém místě žebříčku IIHF, nemělo dostatek hráčů v NHL, aby postavilo tým na turnaj. Rusko a Česko sice měly dostatek hráčů pro postavení týmu na turnaj, ale byly vynechány. Rusko především kvůli probíhající válce na Ukrajině. Český útočník David Pastrňák popsal vynechání českého týmu jako „obrovské zklamání“, ale na druhou stranu chápal, že bylo málo času na zorganizování turnaje. Novinář Greg Wyshynski ve své zprávě o formátu turnaje napsal, že turnaj nemůže být brán jako střetnutí nejlepších proti nejlepším, právě kvůli vynechání hráčů z dalších hokejových mocností.

## Stadiony
Stadiony nebyly ligou oznámeny hned na tiskové konferenci na 2024 NHL All-Star Game, ale oznámeno bylo, že turnaj se bude konat na jednom stadionu v Kanadě a na jednom v USA. Konkrétní stadiony byly oznámeny až 8. června 2024, a to Centre Bell v Montréalu a TD Garden v Bostonu.
| Montréal                     | Montréal Boston | Boston                     |
| Centre Bell Kapacita: 21 273 | Montréal Boston | TD Garden Kapacita: 17 565 |
|                              | Montréal Boston |                            |

## Struktura turnaje
Před turnajem se budou konat dva tréninkové dny, a to 10. a 11. února. Od 13. do 21. února našeho času (turnaj bude podle času v Severní Americe začínat a končit o den dříve), se odehraje celkem 7 zápasů. Turnaj se bude hrát podle formátu každý s každým, ve kterém týmy získají 3 body za výhru v základní hrací době, 2 body za výhru v prodloužení nebo samostatných nájezdech, 1 bod za prohru v prodloužení nebo samostatných nájezdech a 0 bodů za prohru v základní hrací době.
Zápasy se budou hrát na kluzištích, jejichž velikost stanovují pravidla NHL, která budou následovat také rozhodčí v jednotlivých zápasech. Ve skupinové fázi se prodloužení uskuteční během jedné 10minutové třetiny a hrát se bude 3v3 s náhlou smrtí, případně by následovaly tříkolové samostatné nájezdy. Ve finále se prodloužení uskuteční během 20minutových třetin s náhlou smrtí bez nájezdů.

## Týmy
Týmy se skládají z 23 hráčů: 20 bruslařů (útočníků a obránců) a 3 brankářů. Hráči byli vybráni příslušnými hokejovými federacemi: Hockey Canada, Finským svazem ledního hokeje, Švédským svazem ledního hokeje a USA Hockey. Turnaj je omezen pouze na hráče, kteří mají platnou smlouvu na sezónu 2024/25 v NHL a zároveň jsou na soupisce týmu NHL k 2. prosinci 2024. Jelikož NHL nebyla dohodnuta s IIHF ohledně tohoto turnaje, tak se turnaje nemohou účastnit hráči hrající mimo NHL.

### Kanada
V dubnu 2024 bylo oznámeno, že Don Sweeney byl jmenován generálním manažerem kanadského týmu a Jim Nill jeho asistentem. Dne 25. června byl hlavním trenérem jmenován Jon Cooper, jeho asistenty byli jmenováni Rick Tocchet, Bruce Cassidy a Peter DeBoer. Celá soupiska hráčů byla oznámena dne 4. prosince 2024. Dne 26. ledna 2025 se obránce Alex Pietrangelo odhlásil ze soupisky, jeho náhradníkem se 9. února 2025 stal Drew Doughty.
Kapitánem týmu byl jmenován Sidney Crosby, jeho asistenty byli jmenováni Connor McDavid a Cale Makar.
| Hráč               | Pozice | Místo narození                    | Tým NHL              |
| Jordan Binnington  | B      | Richmond Hill, Ontario            | St. Louis Blues      |
| Adin Hill          | B      | Comox, Britská Kolumbie           | Vegas Golden Knights |
| Sam Montembeault   | B      | Bécancour, Quebec                 | Montreal Canadiens   |
| Drew Doughty       | O      | London, Ontario                   | Los Angeles Kings    |
| Cale Makar (A)     | O      | Calgary, Alberta                  | Colorado Avalanche   |
| Josh Morrissey     | O      | Calgary, Alberta                  | Winnipeg Jets        |
| Colton Parayko     | O      | St. Albert, Alberta               | St. Louis Blues      |
| Travis Sanheim     | O      | Elkhorn, Manitoba                 | Philadelphia Flyers  |
| Shea Theodore      | O      | Aldergrove, Britská Kolumbie      | Vegas Golden Knights |
| Devon Toews        | O      | Abbotsford, Britská Kolumbie      | Colorado Avalanche   |
| Sam Bennett        | Ú      | East Gwillimbury, Ontario         | Florida Panthers     |
| Anthony Cirelli    | Ú      | Woodbridge, Ontario               | Tampa Bay Lightning  |
| Sidney Crosby (C)  | Ú      | Halifax, Nové Skotsko             | Pittsburgh Penguins  |
| Brandon Hagel      | Ú      | Saskatoon, Saskatchewan           | Tampa Bay Lightning  |
| Seth Jarvis        | Ú      | Winnipeg, Manitoba                | Carolina Hurricanes  |
| Travis Konecny     | Ú      | London, Ontario                   | Philadelphia Flyers  |
| Nathan MacKinnon   | Ú      | Halifax, Nové Skotsko             | Colorado Avalanche   |
| Brad Marchand      | Ú      | Hammonds Plains, Nové Skotsko     | Boston Bruins        |
| Mitch Marner       | Ú      | Markham, Ontario                  | Toronto Maple Leafs  |
| Connor McDavid (A) | Ú      | Richmond Hill, Ontario            | Edmonton Oilers      |
| Brayden Point      | Ú      | Calgary, Alberta                  | Tampa Bay Lightning  |
| Sam Reinhart       | Ú      | North Vancouver, Britská Kolumbie | Florida Panthers     |
| Mark Stone         | Ú      | Winnipeg, Manitoba                | Vegas Golden Knights |

### Finsko
Generálním manažerem týmu byl jmenován Jere Lehtinen, jeho asistenty byli jmenováni Mikko Koivu a Jarmo Kekalainen. Hlavním trenérem byl jmenován Antti Pennanen, jeho asistentem byl jmenován Tuomo Ruutu. Celá soupiska hráčů byla oznámena dne 4. prosince 2024. Dne 30. ledna byli z kádru kvůli zranění vyřazeni obránci Miro Heiskanen a Jani Hakanpää, nahrazeni byli Urhem Vaakanainenem a Henrim Jokiharjuem.
Kapitánem týmu byl jmenován Aleksander Barkov, jeho asistenty byli jmenováni Sebastian Aho, Mikko Rantanen a Mikael Granlund.
| Hráč                  | Pozice | Místo narození | Tým NHL             |
| Kevin Lankinen        | B      | Helsinky       | Vancouver Canucks   |
| Ukko-Pekka Luukkonen  | B      | Espoo          | Buffalo Sabres      |
| Juuse Saros           | B      | Forssa         | Nashville Predators |
| Henri Jokiharju       | O      | Oulu           | Buffalo Sabres      |
| Esa Lindell           | O      | Helsinky       | Dallas Stars        |
| Olli Maataa           | O      | Jyväskylä      | Utah Hockey Club    |
| Urho Vaakanainen      | O      | Joensuu        | New York Rangers    |
| Niko Mikkola          | O      | Kiiminki       | Florida Panthers    |
| Rasmus Ristolainen    | O      | Turku          | Philadelphia Flyers |
| Juuso Valimaki        | O      | Nokia          | Utah Hockey Club    |
| Sebastian Aho (A)     | Ú      | Rauma          | Carolina Hurricanes |
| Joel Armia            | Ú      | Pori           | Montreal Canadiens  |
| Aleksander Barkov (C) | Ú      | Tampere        | Florida Panthers    |
| Mikael Granlund (A)   | Ú      | Oulunsalo      | Dallas Stars        |
| Erik Haula            | Ú      | Pori           | New Jersey Devils   |
| Roope Hintz           | Ú      | Nokia          | Dallas Stars        |
| Kaapo Kakko           | Ú      | Turku          | Seattle Kraken      |
| Patrik Laine          | Ú      | Tampere        | Montreal Canadiens  |
| Artturi Lehkonen      | Ú      | Piikkiö        | Colorado Avalanche  |
| Anton Lundell         | Ú      | Espoo          | Florida Panthers    |
| Eetu Luostarinen      | Ú      | Siilinjärvi    | Florida Panthers    |
| Mikko Rantanen (A)    | Ú      | Nousiainen     | Carolina Hurricanes |
| Teuvo Teravainen      | Ú      | Helsinky       | Chicago Blackhawks  |

### Švédsko
Generálním manažerem týmu bude Anders Lundberg. Hlavním trenérem byl jmenován Sam Hallam, jeho asistentem bude Daniel Alfredsson. Celá soupiska hráčů byla oznámena dne 4. prosince 2024. 29. ledna 2025 byl kvůli zranění vyřazen z kádru brankář Jacob Markström, nahrazen byl Samuelem Erssonem. O pět dní později byl opět kvůli zranění vyřazen útočník William Karlsson, nahradil ho Rickard Rakell.
Kapitánem týmu byl jmenován Victor Hedman, jeho asistenty budou Mattias Ekholm, Erik Karlsson a William Nylander.
| Hráč                 | Pozice | Místo narození            | Tým NHL             |
| Samuel Ersson        | B      | Falun                     | Philadelphia Flyers |
| Filip Gustavsson     | B      | Skellefteå                | Minnesota Wild      |
| Linus Ullmark        | B      | Lugnvik                   | Ottawa Senators     |
| Rasmus Andersson     | O      | Malmö                     | Calgary Flames      |
| Jonas Brodin         | O      | Karlstad                  | Minnesota Wild      |
| Rasmus Dahlin        | O      | Trollhättan               | Buffalo Sabres      |
| Mattias Ekholm (A)   | O      | Borlänge                  | Edmonton Oilers     |
| Gustav Forsling      | O      | Linköping                 | Florida Panthers    |
| Victor Hedman (C)    | O      | Örnsköldsvik              | Tampa Bay Lightning |
| Erik Karlsson (A)    | O      | Landsbro                  | Pittsburgh Penguins |
| Viktor Arvidsson     | Ú      | Kusmark                   | Edmonton Oilers     |
| Jesper Bratt         | Ú      | Stockholm                 | New Jersey Devils   |
| Leo Carlsson         | Ú      | Karlstad                  | Anaheim Ducks       |
| Joel Eriksson Ek     | Ú      | Karlstad                  | Minnesota Wild      |
| Filip Forsberg       | Ú      | Östervåla                 | Nashville Predators |
| Adrian Kempe         | Ú      | Kramfors                  | Los Angeles Kings   |
| Elias Lindholm       | Ú      | Boden                     | Boston Bruins       |
| William Nylander (A) | Ú      | Calgary, Alberta (Kanada) | Toronto Maple Leafs |
| Gustav Nyquist       | Ú      | Halmstad                  | Nashville Predators |
| Rickard Rakell       | Ú      | Sollentuna                | Pittsburgh Penguins |
| Lucas Raymond        | Ú      | Göteborg                  | Detroit Red Wings   |
| Elias Pettersson     | Ú      | Sundsvall                 | Vancouver Canucks   |
| Mika Zibanejad       | Ú      | Huddinge                  | New York Rangers    |

### USA
V únoru 2024 byl generálním manažerem týmu jmenován Bill Guerin. V květnu byl hlavním trenérem jmenován Mike Sullivan, jeho asistenty budou John Hynes, John Tortorella a David Quinn. Celá soupiska hráčů byla oznámena dne 4. prosince 2024. Pár dní před začátkem turnaje byl kvůli zranění vyřazen ze soupisky Quinn Hughes, nahradí ho Jake Sanderson.
Kapitánem týmu byl jmenován Auston Matthews, jeho asistenty budou Charlie McAvoy a Matthew Tkachuk.
| Hráč                | Pozice | Místo narození                  | Tým NHL               |
| Connor Hellebuyck   | B      | Commerce Township, Michigan     | Winnipeg Jets         |
| Jake Oettinger      | B      | Lakeville, Minnesota            | Dallas Stars          |
| Jeremy Swayman      | B      | Anchorage, Aljaška              | Boston Bruins         |
| Brock Faber         | O      | Maple Grove, Minnesota          | Minnesota Wild        |
| Adam Fox            | O      | Jericho, New York               | New York Rangers      |
| Noah Hanifin        | O      | Boston, Massachusetts           | Vegas Golden Knights  |
| Charlie McAvoy (A)  | O      | Long Beach, New York            | Boston Bruins         |
| Jake Sanderson      | O      | Whitefish, Montana              | Ottawa Senators       |
| Jaccob Slavin       | O      | Erie, Colorado                  | Carolina Hurricanes   |
| Zach Werenski       | O      | Grosse Pointe, Michigan         | Columbus Blue Jackets |
| Matt Boldy          | Ú      | Millville, Massachusetts        | Minnesota Wild        |
| Kyle Connor         | Ú      | Clinton Township, Michigan      | Winnipeg Jets         |
| Jack Eichel         | Ú      | North Chelmsford, Massachusetts | Vegas Golden Knights  |
| Jake Guentzel       | Ú      | Omaha, Nebraska                 | Tampa Bay Lightning   |
| Jack Hughes         | Ú      | Orlando, Florida                | New Jersey Devils     |
| Chris Kreider       | Ú      | Boxford, Massachusetts          | New York Rangers      |
| Dylan Larkin        | Ú      | Waterford Township, Michigan    | Detroit Red Wings     |
| Auston Matthews (C) | Ú      | San Ramon, Kalifornie           | Toronto Maple Leafs   |
| J. T. Miller        | Ú      | East Palestine, Ohio            | New York Rangers      |
| Brock Nelson        | Ú      | Minneapolis, Minnesota          | New York Islanders    |
| Brady Tkachuk       | Ú      | Scottsdale, Arizona             | Ottawa Senators       |
| Matthew Tkachuk (A) | Ú      | Scottsdale, Arizona             | Florida Panthers      |
| Vincent Trocheck    | Ú      | Pittsburgh, Pensylvánie         | New York Rangers      |

## Program

### Skupinová fáze
| P  | Tým     | Z | V | VP | PP | P | GV | GI | +/- | B | Kvalifikace      |
| -- | ------- | - | - | -- | -- | - | -- | -- | --- | - | ---------------- |
| 1. | USA     | 3 | 2 | 0  | 0  | 1 | 10 | 4  | 6   | 6 | Postup do finále |
| 2. | Kanada  | 3 | 1 | 1  | 0  | 1 | 10 | 9  | 1   | 5 | Postup do finále |
| 3. | Švédsko | 3 | 1 | 0  | 2  | 0 | 8  | 9  | -1  | 5 | Eliminace        |
| 4. | Finsko  | 3 | 0 | 1  | 0  | 2 | 8  | 14 | -6  | 2 | Eliminace        |

Všechny časy jsou uvedeny v CET (UTC+1).
| 13. února 2025 02:00 | Švédsko | 3 : 4 PP (0:2, 1:1, 2:0 - 0:1) | Kanada | Centre Bell, Montréal Návštěvnost: 21 105 |  |

| | |                             | |                                                                    |  |
| Filip Gustavsson                                                                                    | Filip Gustavsson                                                                                    | Brankáři                    | Jordan Binnington                                                                                               | Rozhodčí: Gord Dwyer Chris Rooney Čároví: Steve Cherrey Ryan Daisy |  |
| Brodin (Hedman, Raymond) 29:33' Kempe (Karlsson, Ekholm) 41:54' Eriksson Ek (Bratt, Raymond) 48:59' | Brodin (Hedman, Raymond) 29:33' Kempe (Karlsson, Ekholm) 41:54' Eriksson Ek (Bratt, Raymond) 48:59' | 0:1 0:2 1:2 1:3 2:3 3:3 3:4 | 00:56' MacKinnon (Crosby, McDavid) 13:15' Marchand (Point, Jarvis) 37:28' Stone (Crosby) 66:06' Marner (Crosby) | Rozhodčí: Gord Dwyer Chris Rooney Čároví: Steve Cherrey Ryan Daisy |  |
| 2 min                                                                                               | 2 min                                                                                               | Tresty                      | 2 min | Rozhodčí: Gord Dwyer Chris Rooney Čároví: Steve Cherrey Ryan Daisy |  |
| 26                                                                                                  | 26                                                                                                  | Střely                      | 28 | Rozhodčí: Gord Dwyer Chris Rooney Čároví: Steve Cherrey Ryan Daisy |  |

| 14. února 2025 02:00 | Finsko | 1 : 6 (1:1, 0:1, 0:4) | USA | Centre Bell, Montréal Návštěvnost: 21 105 |  |

|                                     |                                     |                             | |                                                                        |  |
| Connor Hellebuyck                   | Connor Hellebuyck                   | Brankáři                    | Juuse Saros | Rozhodčí: Wes McCauley Jean Hebert Čároví: Jonny Murray Kiel Murchison |  |
| Jokiharju (Granlund, Maatta) 07:31' | Jokiharju (Granlund, Maatta) 07:31' | 1:0 1:1 1:2 1:3 1:4 1:5 1:6 | 10:21' B. Tkachuk (Boldy, Werenski) 37:04' Boldy (Faber, Connor) 40:15' M. Tkachuk (Werenski, Guentzel) 40:26' Guentzel (Matthews, J. Hughes) 43:00' B. Tkachuk (Eichel, Tkachuk) 51:13' M. Tkachuk (Werenski, Eichel) | Rozhodčí: Wes McCauley Jean Hebert Čároví: Jonny Murray Kiel Murchison |  |
| 10 min                              | 10 min                              | Tresty                      | 6 min | Rozhodčí: Wes McCauley Jean Hebert Čároví: Jonny Murray Kiel Murchison |  |
| 21                                  | 21                                  | Střely                      | 32 | Rozhodčí: Wes McCauley Jean Hebert Čároví: Jonny Murray Kiel Murchison |  |

| 15. února 2025 19:00 | Švédsko | 3 : 4 PP (1:2, 2:1, 0:0 - 0:1) | Finsko | Centre Bell, Montréal Návštěvnost: 21 105 |  |

|                                                                                          |                                                                                          |                             | |                                                                        |  |
| Filip Gustavsson Linus Ullmark                                                           | Filip Gustavsson Linus Ullmark                                                           | Brankáři                    | Kevin Lankinen | Rozhodčí: Chris Rooney Wes McCauley Čároví: Jonny Murray Scott Cherrey |  |
| Zibanejad 08:35' Dahlin (Eriksson Ek, Raymond) 25:06' Karlsson (Nylander, Hedman) 30:32' | Zibanejad 08:35' Dahlin (Eriksson Ek, Raymond) 25:06' Karlsson (Nylander, Hedman) 30:32' | 1:0 1:1 1:2 2:2 3:2 3:3 3:4 | 10:58' Lundell (Luostarinen, Laine) 19:46' Rantanen (Laine, Aho) 37:05' Barkov (Kakko, Määttä) 61:49' Granlund (Mikkola) | Rozhodčí: Chris Rooney Wes McCauley Čároví: Jonny Murray Scott Cherrey |  |
| 4 min                                                                                    | 4 min                                                                                    | Tresty                      | 4 min | Rozhodčí: Chris Rooney Wes McCauley Čároví: Jonny Murray Scott Cherrey |  |
| 24                                                                                       | 24                                                                                       | Střely                      | 21 | Rozhodčí: Chris Rooney Wes McCauley Čároví: Jonny Murray Scott Cherrey |  |

| 16. února 2025 02:00 | Kanada | 1 : 3 (1:1, 0:1, 0:1) | USA | Centre Bell, Montréal Návštěvnost: 21 105 |  |

|                                      |                                      |                 |                                                                                               |                                                                    |  |
| Jordan Binnington                    | Jordan Binnington                    | Brankáři        | Connor Hellebuyck                                                                             | Rozhodčí: Gord Dwyer Jean Hebert Čároví: Ryan Daisy Kiel Murchison |  |
| McDavid (Doughty, Binnington) 05:31' | McDavid (Doughty, Binnington) 05:31' | 1:0 1:1 1:2 1:3 | 10:15' Guentzel (Eichel, Werenski) 33:33' Larkin (Boldy) 58:41' Guentzel (PB) (Larkin, Faber) | Rozhodčí: Gord Dwyer Jean Hebert Čároví: Ryan Daisy Kiel Murchison |  |
| 17 min                               | 17 min                               | Tresty          | 19 min                                                                                        | Rozhodčí: Gord Dwyer Jean Hebert Čároví: Ryan Daisy Kiel Murchison |  |
| 26                                   | 26                                   | Střely          | 23                                                                                            | Rozhodčí: Gord Dwyer Jean Hebert Čároví: Ryan Daisy Kiel Murchison |  |

| 17. února 2025 19:00 | Kanada | 5:3 3-0, 1-0, 1-3 | Finsko | TD Garden, Boston Návštěvnost: 17238 |  |

| | |                                 |                                                                                    |                                                                         |  |
| Jordan Binnington | Jordan Binnington | Brankáři                        | Kevin Lankinen Juuse Saros                                                         | Rozhodčí: Chris Rooney Jean Hebert Čároví: Scott Cherrey Kiel Murchison |  |
| McDavid – 04:13 MacKinnon (Reinhart, Hagel) – 04:59 Point (Sanheim, McDavid) – 13:02 MacKinnon (Crosby, Reinhart) – 25:03 Crosby (Reinhart) (EN) – 59:04 | McDavid – 04:13 MacKinnon (Reinhart, Hagel) – 04:59 Point (Sanheim, McDavid) – 13:02 MacKinnon (Crosby, Reinhart) – 25:03 Crosby (Reinhart) (EN) – 59:04 | 1–0 2–0 3–0 4–0 4–1 4–2 4–3 5–3 | 53:19 – Lindell (Lehkonen) 58:20 – Granlund (Laine) 58:43 – Granlund (Barkov, Aho) | Rozhodčí: Chris Rooney Jean Hebert Čároví: Scott Cherrey Kiel Murchison |  |
| 2 min | 2 min | Tresty                          | 0 min                                                                              | Rozhodčí: Chris Rooney Jean Hebert Čároví: Scott Cherrey Kiel Murchison |  |
| 28 | 28 | Střely                          | 26                                                                                 | Rozhodčí: Chris Rooney Jean Hebert Čároví: Scott Cherrey Kiel Murchison |  |

| 18. února 2025 02:00 | Švédsko | 2:1 2-1, 0-0, 0-0 | USA | TD Garden, Boston Návštěvnost: 17850 |  |

|                                                                |                                                                |             |                                    | |  |
| Samuel Ersson                                                  | Samuel Ersson                                                  | Brankáři    | Jake Oettinger                     | Rozhodčí: Wes McCauley (replaced by Pierre Lambert after P1) Gord Dwyer Čároví: Jonny Murray Ryan Daisy |  |
| Nyquist (Karlsson, Arvidsson) – 13:36 Bratt (Nylander) – 19:04 | Nyquist (Karlsson, Arvidsson) – 13:36 Bratt (Nylander) – 19:04 | 0–1 1–1 2–1 | 00:35 – Kreider (Werenski, Eichel) | Rozhodčí: Wes McCauley (replaced by Pierre Lambert after P1) Gord Dwyer Čároví: Jonny Murray Ryan Daisy |  |
| 6 min                                                          | 6 min                                                          | Tresty      | 6 min                              | Rozhodčí: Wes McCauley (replaced by Pierre Lambert after P1) Gord Dwyer Čároví: Jonny Murray Ryan Daisy |  |
| 23                                                             | 23                                                             | Střely      | 32                                 | Rozhodčí: Wes McCauley (replaced by Pierre Lambert after P1) Gord Dwyer Čároví: Jonny Murray Ryan Daisy |  |

### Finále
| 20. února 2025 20:00 | Kanada | 3:2 OT 1-1, 1-1, 0-1 OT 1-0 | USA | TD Garden, Boston Návštěvnost: 17850 |  |

|                                                                                               |                                                                                               |                     |                                                                      |                                                                      |  |
| Jordan Binnington                                                                             | Jordan Binnington                                                                             | Brankáři            | Connor Hellebuyck                                                    | Rozhodčí: Gord Dwyer Chris Rooney Čároví: Scott Cherrey Jonny Murray |  |
| MacKinnon (Harley, Reinhart) – 04:48 Bennett (Marner) – 34:00 McDavid (Marner, Makar) – 68:18 | MacKinnon (Harley, Reinhart) – 04:48 Bennett (Marner) – 34:00 McDavid (Marner, Makar) – 68:18 | 1–0 1–1 1–2 2–2 3–2 | 16:52 – B. Tkachuk (Matthews) 27:32 – Sanderson (Matthews, Werenski) | Rozhodčí: Gord Dwyer Chris Rooney Čároví: Scott Cherrey Jonny Murray |  |
| 0 min                                                                                         | 0 min                                                                                         | Tresty              | 2 min                                                                | Rozhodčí: Gord Dwyer Chris Rooney Čároví: Scott Cherrey Jonny Murray |  |
| 27                                                                                            | 27                                                                                            | Střely              | 33                                                                   | Rozhodčí: Gord Dwyer Chris Rooney Čároví: Scott Cherrey Jonny Murray |  |

## Statistiky

### Kanadské bodování
| Hráč            | OZ | G | A | B | +/– | TM |
| --------------- | -- | - | - | - | --- | -- |
| Jake Guentzel   | 2  | 3 | 1 | 4 | +2  | 2  |
| Zach Werenski   | 2  | 0 | 4 | 4 | +1  | 2  |
| Matthew Tkachuk | 2  | 2 | 1 | 3 | 0   | 5  |
| Matt Boldy      | 2  | 1 | 2 | 3 | +3  | 0  |
| Lucas Raymond   | 2  | 0 | 3 | 3 | +3  | 0  |
| Jack Eichel     | 2  | 0 | 3 | 3 | +2  | 0  |
| Sidney Crosby   | 2  | 0 | 3 | 3 | –1  | 2  |
| Brady Tkachuk   | 2  | 2 | 0 | 2 | +2  | 5  |

### Nejlepší brankáři
| Player            | OZ | ČNL    | V | P | PVP | OG | ČK | ÚZ%  | POG  |
| ----------------- | -- | ------ | - | - | --- | -- | -- | ---- | ---- |
| Connor Hellebuyck | 2  | 120:00 | 2 | 0 | 0   | 2  | 0  | .957 | 1.00 |
| Jordan Binnington | 2  | 124:25 | 1 | 1 | 0   | 5  | 0  | .896 | 2.41 |
| Kevin Lankinen    | 1  | 61:49  | 1 | 0 | 0   | 3  | 0  | .875 | 2.91 |
| Filip Gustavsson  | 2  | 85:52  | 0 | 0 | 1   | 6  | 0  | .813 | 4.18 |